# Jordy van der Winden
Jordy van der Winden (Den Haag, 4 maart 1994) is een Nederlands voetballer die bij voorkeur als linksback of linker centrale verdediger speelt. 
Hij debuteerde op 2 februari 2014 in het betaald voetbal toen hij het als linksback bij FC Utrecht de gehele wedstrijd opnam tegen Ajac (1–1). 
Van der Winden tekende in mei 2015 een contract tot medio 2017 bij FC Den Bosch. Dat nam hem transfervrij over van FC Utrecht. Hij verlengde op 16 januari 2017 zijn contract bij FC Den Bosch tot medio 2019. Van der Winden verlengde zijn contract wederom met een jaar op 18 Juni 2019. In de zomer van 2022 staat Van der Winden aan de vooravond van zijn achtste seizoen bij FC Den Bosch. Daarmee is op dat moment verreweg de langst aanwezige speler.
De Hagenees scheurde in zijn periode bij FC Den Bosch drie keer zijn kruisband in de rechter knie af. Op 9 november 2018 gebeurt dit voor de eerste maal. In de laatste minuut van de met 2-1 gewonnen thuiswedstrijden tegen FC Twente gaat het mis. De tweede zware blessure loopt Van der Winden op tijdens een training begin september 2020. In oktober 2022 gaat het opnieuw. In de uiteindelijk met 1-2 gewonnen uitwedstrijd bij Willem II gaat het al in de beginfase mis. Nadat Faris Hammouti FC Den Bosch op 0-1 heeft gezet wordt er een beker bier gegooid naar Danny Verbeek, waarvan Van der Winden schrikt en in het opzij stappen de blessure oploopt.
In de zomer van 2023 besluit Van der Winden in overleg met de club te stoppen met betaald voetbal. Sindsdien komt hij uit voor SC Botlek.

## Clubstatistieken
| Seizoen                        | Club            | Competitie      | Competitie | Competitie | Beker | Beker | Internationaal | Internationaal | Overig | Overig | Totaal | Totaal |
| Seizoen                        | Club            | Competitie      | Wed.       | Dlp.       | Wed.  | Dlp.  | Wed.           | Dlp.           | Wed.   | Dlp.   | Wed.   | Dlp.   |
| ------------------------------ | --------------- | --------------- | ---------- | ---------- | ----- | ----- | -------------- | -------------- | ------ | ------ | ------ | ------ |
| 2013/14                        | FC Utrecht      | Eredivisie      | 2          | 0          | 0     | 0     | –              | –              | 0      | 0      | 2      | 0      |
| 2014/15                        | FC Utrecht      | Eredivisie      | 0          | 0          | 0     | 0     | –              | –              | 0      | 0      | 0      | 0      |
| 2015/16                        | FC Den Bosch    | Eerste Divisie  | 11         | 0          | 1     | 0     | –              | –              | 0      | 0      | 12     | 0      |
| 2016/17                        | FC Den Bosch    | Eerste Divisie  | 28         | 2          | 0     | 0     | –              | –              | 0      | 0      | 28     | 2      |
| 2017/18                        | FC Den Bosch    | Eerste Divisie  | 30         | 2          | 1     | 0     | –              | –              | 0      | 0      | 31     | 2      |
| 2018/19                        | FC Den Bosch    | Eerste Divisie  | 13         | 0          | 1     | 0     | –              | –              | 0      | 0      | 14     | 0      |
| 2019/20                        | FC Den Bosch    | Eerste Divisie  | 4          | 0          | 0     | 0     | –              | –              | 0      | 0      | 6      | 0      |
| 2020/21                        | FC Den Bosch    | Eerste Divisie  | 1          | 0          | 0     | 0     | –              | –              | 0      | 0      | 1      | 0      |
| 2021/22                        | FC Den Bosch    | Eerste Divisie  | 26         | 1          | 1     | 0     | –              | –              | 0      | 0      | 27     | 1      |
| 2022/23                        | FC Den Bosch    | Eerste Divisie  | 9          | 0          | 0     | 0     | –              | –              | 0      | 0      | 9      | 0      |
| Carrière totaal                | Carrière totaal | Carrière totaal | 124        | 5          | 4     | 0     | 0              | 0              | 0      | 0      | 128    | 5      |
| Bijgewerkt op 14 augustus 2024 |                 |                 |            |            |       |       |                |                |        |        |        |        |